# Heinrich F. K. Männl

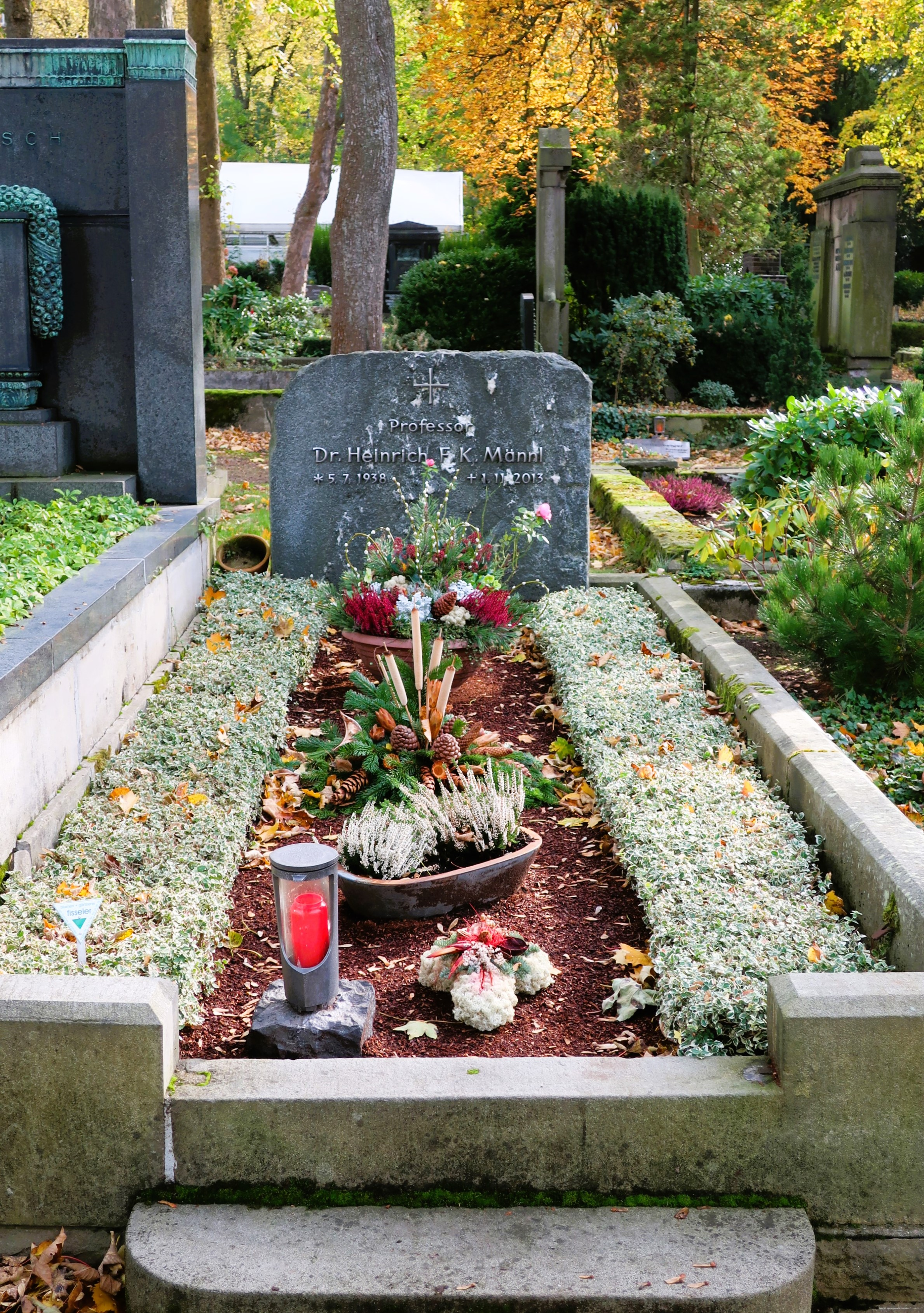
Ruhestätte Heinrich F. K. Männl auf dem Buschey-Friedhof in Hagen

Heinrich Franz Karl Männl (* 5. Juli 1938 in Podersam, Tschechoslowakei; † 1. November 2013 in Wuppertal) war ein deutscher Mediziner.

## Leben
Männl studierte Medizin und wurde 1968 an der Universität zu Köln mit der Arbeit Bildung von DOPA in der Nebenniere von Huhn und Katze und in transplantablen Melanomen der Maus promoviert. Er war Facharzt für Allgemeine Chirurgie, Gefäßchirurgie und Viszeralchirurgie. Nach seiner Habilitation 1978 wurde er am Universitätsklinikum des Saarlandes zum ordentlichen Professor ernannt.
Männl war seit 1995 Chefarzt der I. Chirurgischen Klinik des Klinikums St. Elisabeth Straubing, einem Akademischen Lehrkrankenhaus der Technischen Universität München, sowie außerplanmäßiger Professor an der Technischen Universität München.
Am 4. Dezember 1993 wurde er zum ordentlichen Mitglied der Naturwissenschaftlichen Klasse der Sudetendeutschen Akademie der Wissenschaften und Künste berufen. Von 1995 bis 2012 war er deren Sekretar und von 1997 bis 2012 Vertreter der Naturwissenschaftlichen Klasse im Präsidium der Akademie. 2008 wurde er mit der Medaille »Pro meritis« der Sudetendeutschen Akademie der Wissenschaften und Künste geehrt. Er war Mitglied der New York Academy of Sciences.
1987 wurde er von Kardinal-Großmeister Maximilien de Fürstenberg zum Ritter des Ritterordens vom Heiligen Grab zu Jerusalem ernannt und am 23. Mai 1987 durch Franz Kardinal Hengsbach, Großprior des Ordens, investiert. 1998 wurde er zum Komtur promoviert.
Seine letzte Ruhe fand Heinrich F. K. Männl auf dem denkmalgeschützten Buschey-Friedhof in Hagen-Wehringhausen.

## Herausgeberschaft
- Heinrich F. K. Männl, Barbara Gießmann: Forschungsbeiträge der Naturwissenschaftlichen Klasse der Sudetendeutschen Akademie der Wissenschaften und Künste, Verl.-Haus Sudetenland Düsseldorf 1998, ISBN 3-930626-13-6
- Heinrich F. K. Männl, Barbara Gießmann: Forschungsbeiträge der Naturwissenschaftlichen Klasse der Sudetendeutschen Akademie der Wissenschaften und Künste, Sudetendeutsche Akademie München 2002, ISBN 3-936284-00-8
- Heinrich F. K. Männl, Barbara Gießmann: Forschungsbeiträge der Naturwissenschaftlichen Klasse der Sudetendeutschen Akademie der Wissenschaften und Künste, Sudetendeutsche Akademie München 2008, ISBN 3-936284-06-7
- Heinrich F. K. Männl: Forschungsbeiträge der Naturwissenschaftlichen Klasse der Sudetendeutschen Akademie der Wissenschaften und Künste, Sudetendeutsche Akademie München 2011, ISBN 3-936284-10-5